# Utrata stanu duchownego (Kościół katolicki)
Utrata stanu duchownego (pot. przeniesienie do stanu świeckiego) – termin w prawie kanonicznym używany do określenia usunięcia diakona, prezbitera lub biskupa ze stanu duchownego.
Współcześnie w Kodeksie prawa kanonicznego sytuacja ta określona jest przez kanon 290 (analogiczny kan. 394 KKKW):

Święcenia raz ważnie przyjęte nigdy nie tracą ważności. Jednakże duchowny traci stan duchowny:
1) przez wyrok sądowy lub dekret administracyjny, stwierdzający nieważność święceń;
2) przez karę wydalenia nałożoną zgodnie z przepisami prawa;
3) przez reskrypt Stolicy Apostolskiej, którego to reskryptu Stolica Apostolska udziela diakonom tylko z poważnych przyczyn, a prezbiterom z najpoważniejszych.

Utrata stanu duchownego, poza sytuacją stwierdzenia nieważności święceń, nie jest równoznaczna z utratą obowiązku zachowania celibatu, który może być zniesiony jedynie decyzją biskupa Rzymu.

## Przeniesienie do stanu świeckiego jako kara
Jest to najsurowsza z przewidzianych w prawie kanonicznym kar dyscyplinarnych dla osób duchownych. Może być wymierzona przeciwko duchownym, którzy popełnili następujące czyny: dążenie do wejścia w związek małżeński, zaprzeczanie którejś z prawd wiary poprzez herezję, wypowiedzenie posłuszeństwa najwyższej władzy duchownej, całkowite porzucenie wiary, profanację konsekrowanej hostii i konsekrowanego wina, nakłanianie penitenta do czynności seksualnych, atak fizyczny na papieża, życie w związku nieformalnym, pozostawanie w nieczystości wywołującej zgorszenie, molestowanie seksualne osoby małoletniej, która nie ukończyła szesnastego roku życia, dokonywanie przestępstw publicznych oraz przy użyciu przemocy lub groźby.

## Przeniesienie do stanu świeckiego na prośbę duchownego
Duchowny może za pośrednictwem swojego biskupa diecezjalnego (lub przełożonego zakonu) złożyć prośbę do Dykasterii Nauki Wiary o przeniesienie do stanu świeckiego. W tym czasie biskup lub przełożony zobowiązany jest wdrożyć wszelkie możliwe środki, aby pomóc danej osobie i spróbować powstrzymać ją od opuszczenia stanu duchownego. Jeśli jednak okazałoby się to bezcelowe, a duchowny dalej prosiłby o przeniesienie, ordynariusz lub przełożony powinien zebrać wszelkie dokumenty potrzebne do przeprowadzenia dochodzenia i przekazać je do Dykasterii Nauki Wiary. Po przeprowadzeniu dochodzenia Dykasteria może wystawić reskrypt, który przenosi duchownego do stanu świeckiego i udziela dyspensy od obowiązków związanych ze święceniami wyższymi.